# Gongliu (sockenhuvudort i Kina, Heilongjiang Sheng, lat 47,10, long 126,86)
Gongliu (kinesiska: 恭六, 恭六乡) är en sockenhuvudort i Kina. Den ligger i provinsen Heilongjiang, i den nordöstra delen av landet, omkring 150 kilometer norr om provinshuvudstaden Harbin. Antalet invånare är 17 272. Befolkningen består av 9 051 kvinnor och 8 221 män. Barn under 15 år utgör 13,0 %, vuxna 15-64 år 79 %, och äldre över 65 år 7,0 %.
Runt Gongliu är det ganska tätbefolkat, med 222 invånare per kvadratkilometer. Närmaste större samhälle är Sanjing, 12,4 km öster om Gongliu. Trakten runt Gongliu består till största delen av jordbruksmark.
Genomsnittlig årsnederbörd är 913 millimeter. Den regnigaste månaden är juli, med i genomsnitt 286 mm nederbörd, och den torraste är januari, med 8 mm nederbörd.